# جيفورج خاشاتريان

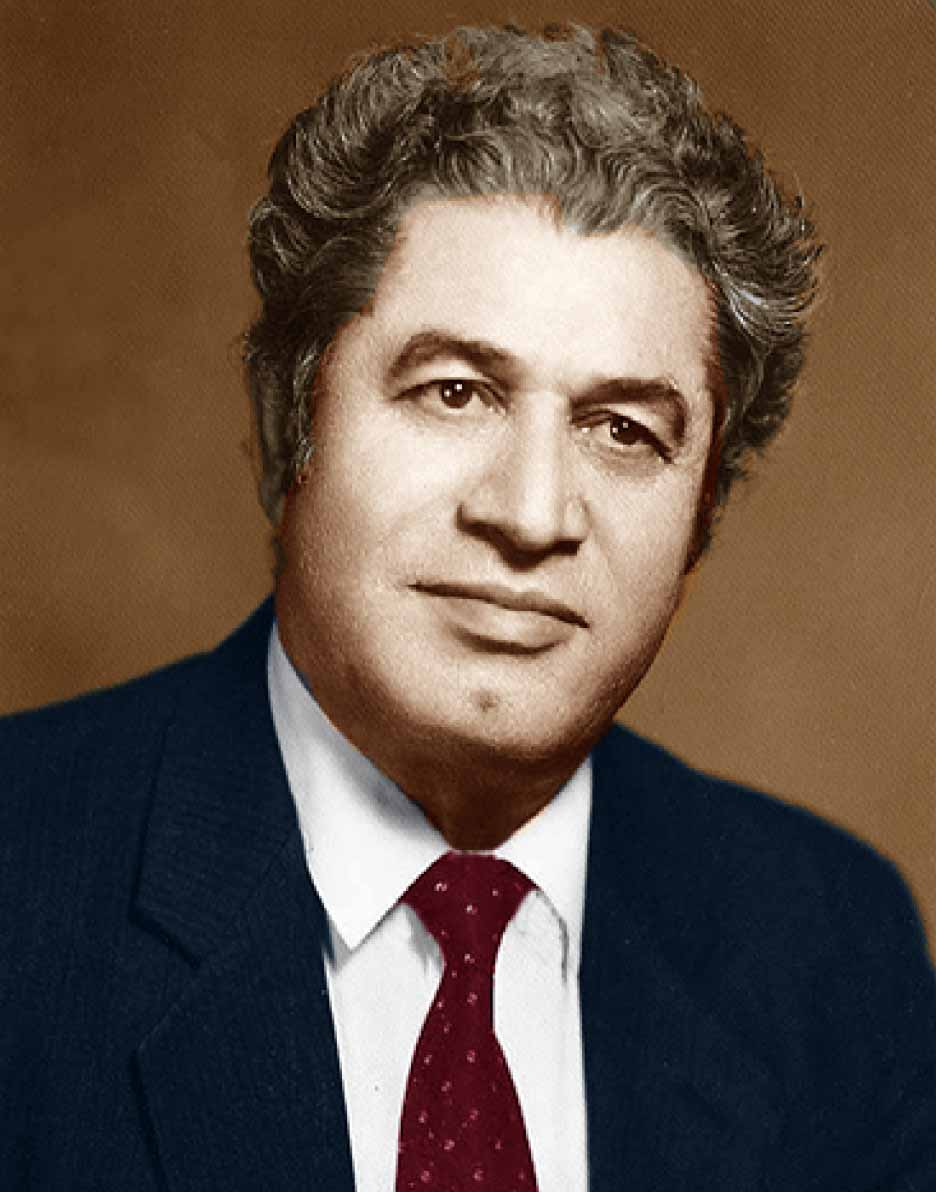

جيفورج أفيتيسي خاشاتريان (PhD) (الأرمينية: Գևորգ Ավետիսի Խաչատրյան؛ 1936-1996) عالم أرمني، معلم ومهندس. عضو في جمعية شرق آسيا من RA، دكتوراه في العلوم التقنية، أستاذ. وهو عضو فخري في جامعة فرايبرغ للتعدين والتكنولوجيا وأستاذ فخري في جامعات التعدين في العديد من البلدان.

ولد خاتشاريان عام 1936 في يريفان. في تاريخ الاتحاد السوفياتي وأتباع الاتحاد السوفييتي السابق، هو واحد من اثنين فقط دكتوراه في هندسة التعدين، جنبا إلى جنب مع أغاباليان. لمدة 20 سنة، من 1976 إلى 1996، كان عميد قسم هندسة التعدين والفلزات في معهد يريفان الحكومي للفنون التطبيقية.

وهو مؤلف لأكثر من 500 مقالة علمية، ودراسات، وكتيبات، وكتب مدرسية، وعشرات من الاكتشافات. 
توفي خاشاترين في عام 1996 عن عمر يناهز 60 عامًا.